# 波崎ウインドファーム

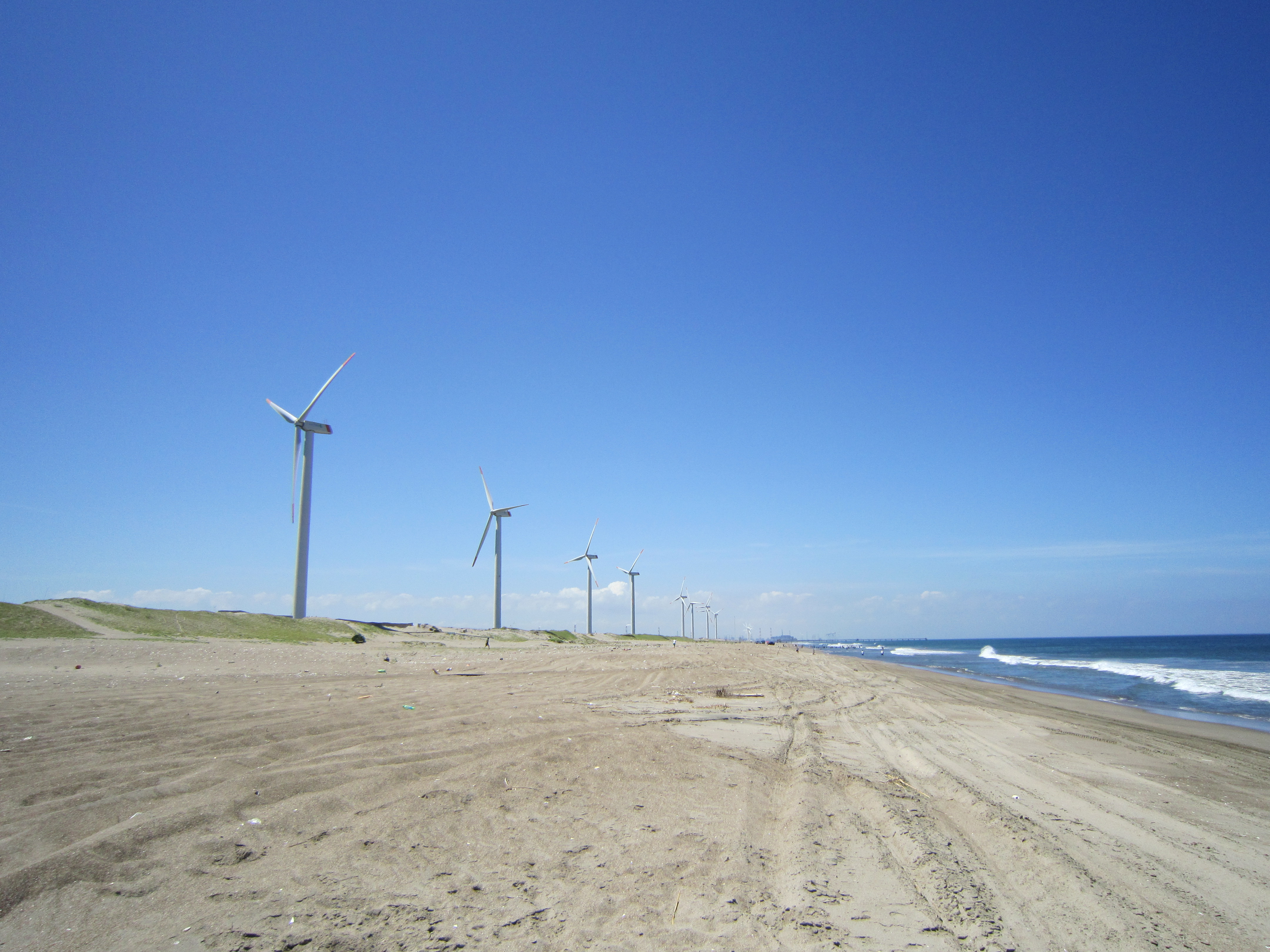
波崎ウインドファーム

波崎ウインドファーム （はさきウインドファーム）は、茨城県神栖市にある風力発電所である。
波崎ウインドファームは、経済産業省資源エネルギー庁の補助金を受け、波崎ウインドファーム株式会社（エコ・パワー㈱100％出資）が建設・運営していた風力発電所である。
風車12基による年間の発電電力量は約35,000kWhで、一般標準家庭約10,000世帯分の電力を賄える。また地球温暖化効果ガスの内、炭酸ガスの削減量は、年間約3万1千ton（石炭火力換算）となる（展望台説明文より）。
直径62m、ハブまでの高さは64.5mにもなる12基の風車が、鹿島灘を望んで一直線に並ぶ風景はCMや映画などにも活用された。
2004年3月に稼働を開始し、先立って2020年7月に廃止・撤去された波崎風力発電所に続いて、2024年3月に廃止された。
発電設備
波崎風力発電所：1,200kW（600kW×2基）（廃止・撤去済み）
波崎ウインドファーム：
- 出力：15,000kW
- 風車：De Wind社（ドイツ）製Dewind62/1250（1250kW）×12基（廃止済み）
- 稼働期間：2004年3月～2024年3月